# فیلیایفسکایا
فیلیایفسکایا (به لاتین: Filyayevskaya) یک منطقهٔ مسکونی در روسیه است که در استان آرخانگلسک واقع شده‌است.